# Heterocerus malheurensis
Heterocerus malheurensis là một loài bọ cánh cứng trong họ Heteroceridae. Loài này được Hatch miêu tả khoa học đầu tiên năm 1965.